# Miki (Kagawa)
Miki (三木町 Miki-chō?) es un municipio situado en el distrito de Kita, en la prefectura de Kagawa, Japón. Tiene una población estimada, a inicios de 2025, de 25 983 habitantes.
Su superficie total es de 75.78 km².

## Demografía
Según los datos del censo japonés, la evolución de la población del municipio en los últimos años ha sido la siguiente:
| 1995   | 2000   | 2005   | 2010   | 2015   | 2025   |
| ------ | ------ | ------ | ------ | ------ | ------ |
| 27 766 | 28 769 | 28 790 | 28 464 | 27 684 | 25 983 |